# 中島敦
中島敦（日语：／ Nakajima Atsushi，1909年5月5日—1942年12月4日），日本小説家，1933年畢業於東京帝國大學國文學系，曾任私立横濱高等女子學校（今横浜学園高等学校）國語及英語教師。

## 生平
1909年5月5日，中岛敦出生于东京市四谷区箪笥町59号，母亲名叫千代子，父亲中岛田人是中学汉字教师，祖父中岛慶太郎是漢學家。中島敦是这个漢學世家的长男，有著深厚的漢學基礎。1910年，父母离异，中岛敦被寄养在琦玉县久喜町的祖父母家中。1914年2月，父亲再婚。1916年，被接到父亲工作的奈良县郡山与父母一同生活，就读于郡山当地的一所普通小学。1918年与1920年，其父先后调任滨松市、京城府，中岛敦跟随父亲调动两次转学，均就读于当地的普通小学。
1922年，中岛敦进入京城中学读初中。1923年3月，妹妹澄子诞生，继母去世。次年4月父亲再婚。1926年1月，三胞胎的弟妹出生（但他们均在幼儿期就死了）；同年4月，中学毕业，第一高等学校文科甲类入学，搬入学校宿舍，与邻舍的冰上英广相识。1927年春，因肋膜炎休学一年；夏，前往伊豆下田旅游；11月，在第一高等学校校友会发行的《校友会杂志》上发表了《下田の女》。1928年，第一次哮喘病发作。1929年2月，担任文艺部委员；4月，担任编辑《校友会杂志》编辑；秋，与冰上英广、吉田精一等十几人创办了同人杂志《しむほしおん》。
1930年4月，东京帝国大学文学科入学，在校期间阅读了永井荷风、谷崎润一郎的全部作品，热衷于跳舞和麻将；六月，伯父中岛端去世。1932年3月，与桥本たか结婚；8月，在居住于旅顺的叔父比多吉的帮助下，前往中国满洲旅行；秋，参加了朝日新闻社的入社选拔，因第二次体检不合格被拒。
1933年3月，毕业于东京帝国大学，毕业论文为《耽美派の研究》；同年四月，同大学院入学，主攻森鸥外的研究。同时在父亲学生所经营的私立横滨高等女学校担任教员，教授国语与英语。在教学之余也研究英国文学与中国文学。4月妻子生下长男中岛桓。9月，《斗南先生》创作完成（斗南先生即中岛敦的伯父中岛端）。11月，妻子来到东京，居住在目黑区绿丘。这一年，中岛敦开始动笔撰写《北方行》。
1934年2月，《虎狩》完成，参与了《中央公论》的征稿在，并于7月作为选外佳作刊登。3月，退出大学院。9月，哮喘病发作险些丧命。1935年，开始学习拉丁语和希腊语。1936年，在横滨市中区本乡町定居，并前往小笠原旅行；4月，继母去世。在这段时间里，他曾拜访深田久弥。8月，前往中国旅行。11月，完成《狼集记》。1937年1月，长女正子出生，仅三日后便死亡。在11月到12月之间，创作了和歌五百首，在因哮喘无法入眠的夜晚，便一个人下将棋取乐。
1939年1月，《悟净叹异》脱稿。这一年里，中岛敦翻译了英国作家奥尔德斯·赫胥黎的作品《スピノザの虫》("Spinoza's worm")。他的哮喘症状加剧，但是仍然继续着对相扑、天文学以及音乐的兴趣。1940年2月，次子中岛格诞生。大约在这段时间，他开始学习亚述、古埃及历史。1941年，《ツシタラの死》脱稿；2月，从横滨高等女子学校休职。
1942年7月，中島敦經由朋友深田久彌推薦，在文學雜誌《文學界》發表了〈山月記〉和〈文字禍〉（發表時兩篇題名為《古譚》），接著發表《光·風·夢》（芥川賞候選作品）。12月4日，中島敦因氣喘病發而過世，享年三十三歲。
中島敦一生命運坎坷，除從小身體羸弱，罹患氣喘，曾幾度病危，又常遭逢生離死別的痛苦：二歲時父母離異，三歲時祖父去世，十五歲時繼母過世，十八歲時兩個弟弟陸續死去，二十二歲妹妹去世，二十八歲第二位繼母又亡，二十九歲時長女出生三天就夭折。一生中屢次遭逢親人過世，使得中島敦性格十分細膩敏感，時常思考著「生命存在」的問題。而明治維新之後，日本官方開始獨尊洋學，再加上甲午戰爭後，日本高官普遍輕視中國，使得漢學家成為一種尷尬的過時產物，這些都成為中島敦一生揮之不去的陰影。

## 作品
- 《光と風と夢》（筑摩書房：1942年7月）
- 《新銳文學全集2 南島譚》（今日の問題社：1942年11月）
- 《山月记》
- 名人傳
- 弟子
- 李陵
- 北方行（未完作）
- 章魚の木の下で（隨筆）
- 和歌でない歌（和歌集）

## 表演藝術
- 2005年由野村萬齋執導及演出「敦　山月記・名人伝」，取材自中島敦的作品，於世田谷公共劇場公演。